# EmslandArena
Die Emslandarena (Eigenschreibweise EmslandArena) ist eine Mehrzweckhalle in der niedersächsischen Stadt Lingen im Emsland, die im November 2013 eröffnet wurde. In direkter Nachbarschaft zur Emslandarena befinden sich die Emslandhallen, die als Veranstaltungs- und Messezentrum genutzt werden, sowie der Kirmesplatz, der auch als Parkplatz genutzt wird.
2015 wurde die Emslandarena für den Live Entertainment Award in der Kategorie Halle/Arena des Jahres (Kapazität 3000–5000 Besucher) nominiert.
Ab dem Sommer 2018 wurde die Emslandarena umgebaut. Es entstand ein multifunktionaler Aufenthaltsbereich für 400 Personen.

## Lage
Die Emslandarena befindet sich im Zentrum der Stadt Lingen (Ems) in direkter Nachbarschaft des Kirmesplatzes und der Emslandhallen, sowie direkt gelegen am Dortmund-Ems-Kanal. Rund um die Emslandarena und die Emslandhallen befinden sich kostenfreie Parkplätze für Besucher.